# Ödeborg
Ödeborg – miejscowość (tätort) w Szwecji, w regionie administracyjnym (län) Västra Götaland, w gminie Färgelanda.
Według danych Szwedzkiego Urzędu Statystycznego liczba ludności wyniosła: 589 (31 grudnia 2015), 583 (31 grudnia 2018) i 574 (31 grudnia 2019).